# Iveco Bus

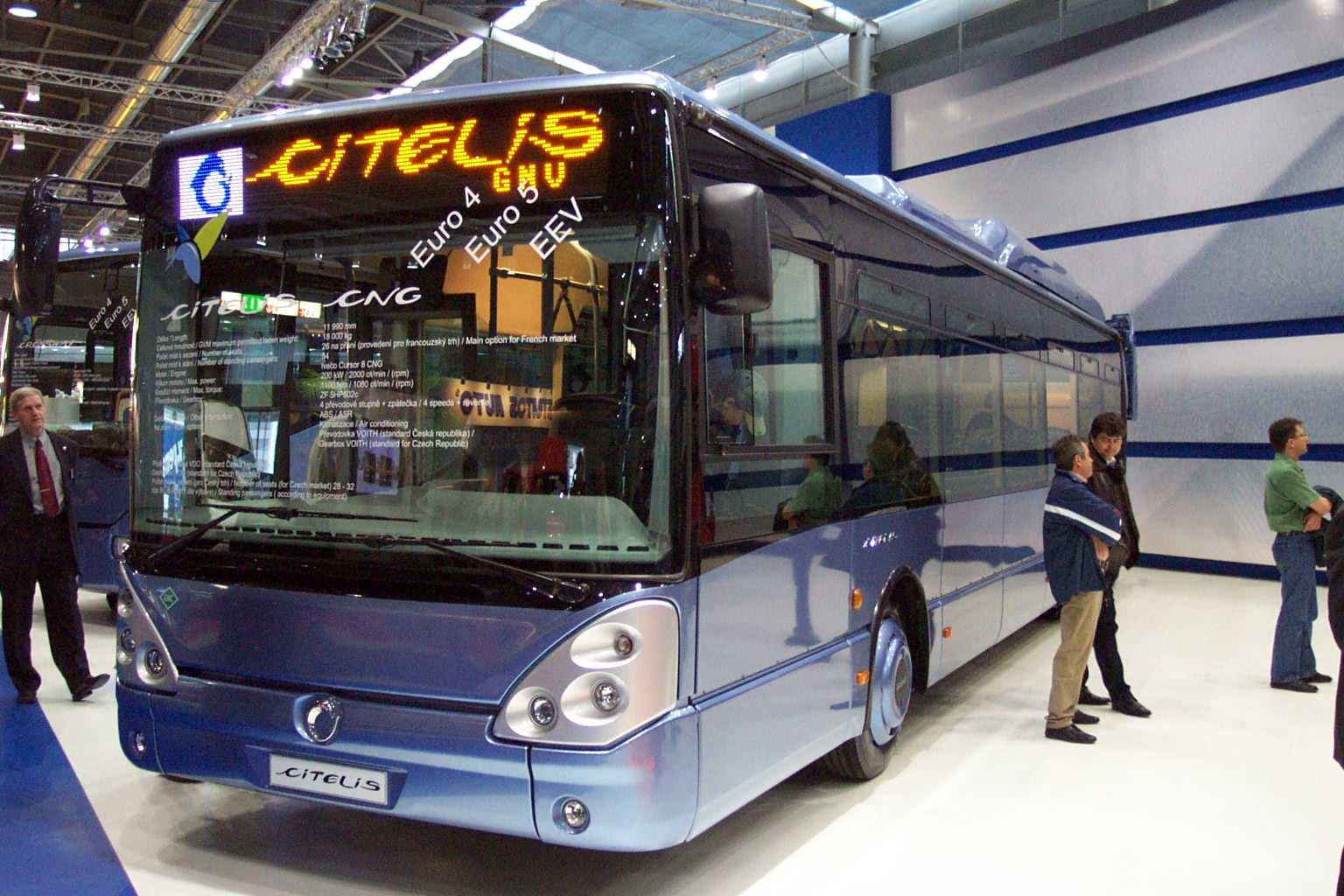
12 méteres Irisbus Citelis 12 egy brnói kiállításon

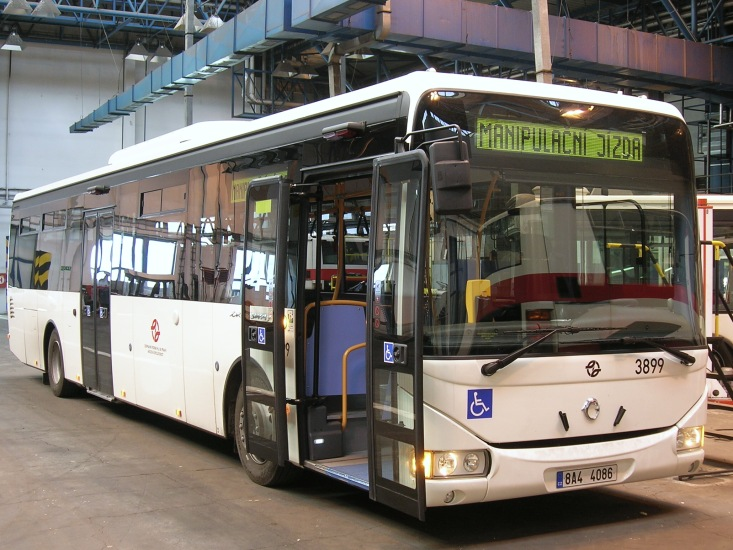
Irisbus Crossway LE

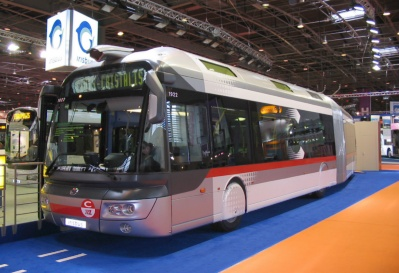
Irisbus Cristalis ETB 18

Az Iveco Bus (korábban Irisbus) egy autóbuszgyártó cég, amelynek központja Torinóban van. Az IVECO és a Renault autóbuszgyártó részlegeinek egyesülésével jött létre 1999 januárjában. Többségi tulajdonában van a csehországi egykori Karosa gyár, és 1999-ben megvásárolta a magyar Ikarust is, amelytől azonban később megvált. 2003 óta a cég kizárólagos tulajdonosa az IVECO.

## Termékek

### Városi buszok
- Irisbus Ducato
- Irisbus Daily
- Irisbus Europolis (dízel, elektromos és hibrid)
- Irisbus Citelis
- Irisbus Créalis
- Irisbus Cityclass
- Irisbus DownTown (elektromos)
- Irisbus Agora
- Iveco Urbanway
- Iveco Streetway

### Távolsági buszok
- Iveco Daily
- Irisbus Midys
- Irisbus Récreo (Tector motorral)
- Irisbus Crossway (Cursor motorral)
- Irisbus Crossway LE
- Irisbus Arway
- Irisbus Evadys

### Turistabuszok
- Irisbus Orlandi Domino 2006
- Irisbus Magelys (2007)

### Trolibuszok
- Irisbus Cristalis
- Irisbus Citelis

### Optikai nyomvezetéses buszok
- Irisbus Civis

### Külső hivatkozások
- Hivatalos honlap (angol, francia, olasz)